# Angelo Caroselli

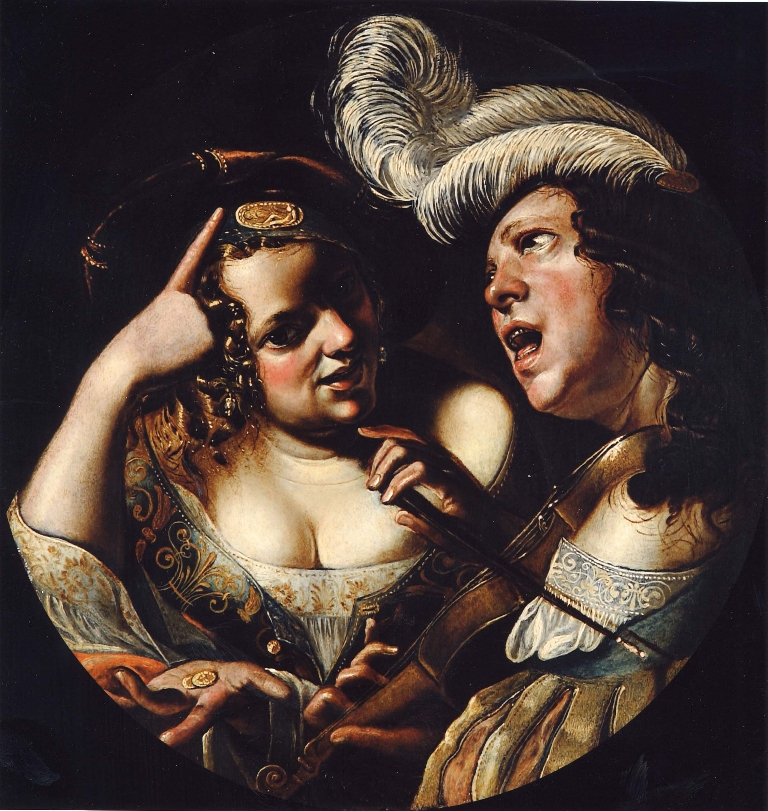
Allegoria dell'Amore

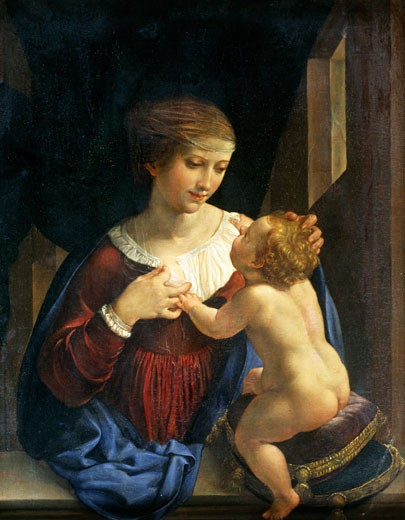
Madonna con bambino - Già coll. Demidoff - S.Pietroburgo e Atene. Già coll. Meissner - Zurigo. Coll. privata - Torino

Angelo Caroselli (Roma, 10 febbraio 1585 – Roma, 8 aprile 1652) è stato un pittore italiano del periodo barocco, attivo principalmente a Roma.

## Biografia
Figlio di un mercante d'arte, la sua formazione culturale fu prevalentemente come autodidatta, indirizzata verso lo stile del Caravaggio. Riprodusse con efficacia opere di Tiziano e di Raffaello.
Già nel 1608 il suo nome è compreso nell'elenco dell'Accademia di San Luca.
Dipinse con uno stile eclettico con influenze caravaggesche e bamboccianti. Numerose furono le sue opere di carattere religioso.
Tra i suoi allievi vi furono suo figlio Carlo Caroselli e Pietro Paolini.
Dopo aver visitato Firenze e Napoli, si stabilì a Roma, dove si sposò nel 1615 con una siciliana, Maria Zurca.
Tra le sue opere si annoverano un San Venceslao re di Boemia riprodotto in San Pietro e un Sant'Andrea per la chiesa di Montecalvario a Napoli.
Al 1642 risale il suo secondo matrimonio con Brigitta Lauri, sorella di Filippo Lauri.

## Lo Pseudo-Caroselli

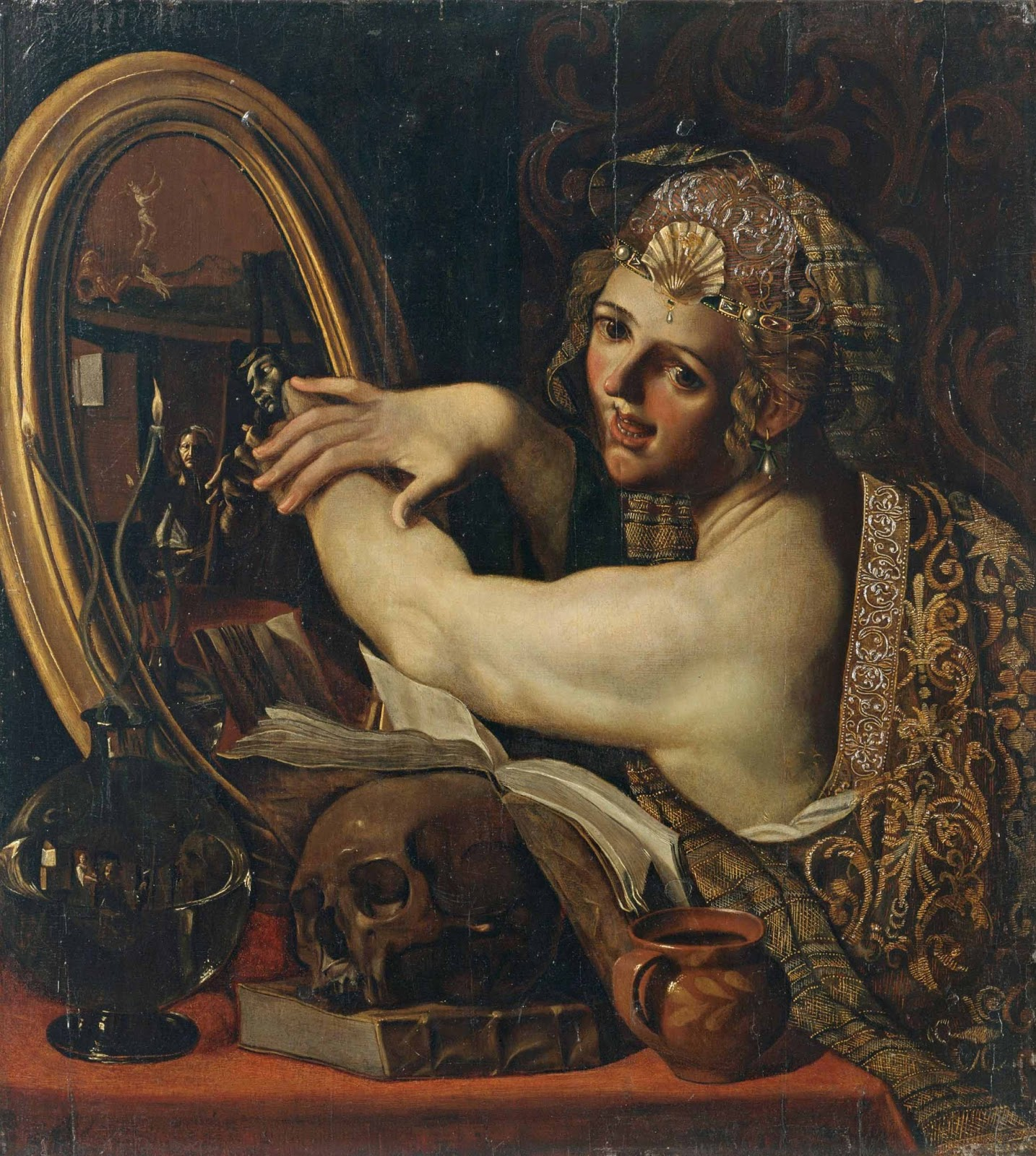
Strega. Una delle opere la cui attribuzione oscilla tra il Caroselli e lo Pseudo-Caroselli

Nell'ambito della produzione inizialmente attribuita al Caroselli un gruppo di opere piuttosto corposo (nell'ordine di una trentina di dipinti) è stato in seguito assegnato ad altra mano. 
Resta ignota agli studi l’individualità di questo artista, certamente strettamente legato sul piano stilistico al maestro romano, del quale con ogni probabilità fu allievo: lo sconosciuto pittore è pertanto designato come Pseudo-Caroselli. 
Molte delle opere che si ipotizza spettino allo Pseudo-Caroselli (piuttosto che ad Angelo) raffigurano streghe e negromanti oppure scene di genere che hanno per protagoniste lascive cortigiane: spesso i personaggi che compaiono in questi dipinti hanno pose grottesche e fattezze caricaturali e in genere si coglie una marcata allusione sensuale.
Piuttosto accreditata è l'ipotesi che lo Pseudo-Caroselli sia un artista nord-europeo, forse appartenente alla popolosa colonia di pittori fiamminghi che nel Seicento soggiornava stabilmente a Roma, ma non è da escludersi (secondo alcuni autori) che possa trattarsi del figlio di Angelo, Carlo Caroselli. 
Non manca infine chi sostiene, anche a causa di alcune discontinuità stilistiche delle opere riferite allo Pseudo-Caroselli, che sotto questa sfuggente individualità si celi in realtà la personalità di più artisti diversi, tutti comunque da ricondursi alla cerchia di Angelo Caroselli.